# Reugny (Allier)
Reugny település Franciaországban, Allier megyében. Lakosainak száma 262 fő (2022. január 1.). Reugny Audes, Estivareilles, Nassigny, Vaux és Haut-Bocage községekkel határos.

## Népesség
A település népessége az elmúlt években az alábbi módon változott:
| Lakosok száma | 275  | 300  | 263  | 268  | 263  | 253  | 249  | 252  | 253  | 262  |
|               | 1968 | 1982 | 1990 | 2006 | 2013 | 2015 | 2017 | 2019 | 2020 | 2022 |